# Phyllanthus warburgii
Phyllanthus warburgii là một loài thực vật có hoa trong họ Diệp hạ châu. Loài này được K.Schum. miêu tả khoa học đầu tiên năm 1905.